# Olympische Sommerspiele 1924/Wasserball
Bei den VIII. Olympischen Spielen 1924 in Paris fand ein Wettbewerb im Wasserball statt. Austragungsort war die Piscine des Tourelles.

## Bilanz

### Medaillenspiegel
| Platz  | Land               | Gold | Silber | Bronze | Gesamt |
| ------ | ------------------ | ---- | ------ | ------ | ------ |
| 1      | Frankreich         | 1    | –      | –      | 1      |
| 2      | Belgien            | –    | 1      | –      | 1      |
| 3      | Vereinigte Staaten | –    | –      | 1      | 1      |
| Gesamt | Gesamt             | 1    | 1      | 1      | 3      |

### Medaillengewinner
| Platz | Land | Athleten |
| ----- | ---- | --- |
| 1     | FRA  | Albert Deborgies, Noël Delberghe, Robert Desmettre, Paul Dujardin, Albert Mayaud, Henri Padou senior, Georges Rigal                                                          |
| 2     | BEL  | Gérard Blitz, Maurice Blitz, Joseph Cludts, Joseph De Combe, Pierre Dewin, Albert Durant, Georges Fleurix, Paul Gailly, Joseph Pletinckx, Jules Thiry, Jean-Pierre Vermetten |
| 3     | USA  | Arthur Austin, Oliver Horn, Fred Lauer, George Mitchell, John Norton, Wallace O’Connor, George Schroth, Herb Vollmer, Johnny Weissmuller                                     |

## Turnier
Die 13 beteiligten Teams trugen ein Turnier im Bergvall-System aus, wobei Belgien, Irland und Spanien in der ersten Runde ein Freilos hatten. Nach dem Viertelfinale und dem Halbfinale wurde im Finale der Olympiasieger ermittelt. In einer weiteren K.-o.-Runde spielten jene Teams, die gegen den Olympiasieger verloren hatten, um die Silbermedaille. Der Verlierer dieses Runde trat anschließend im Spiel um Bronze auf jene Teams, die gegen den unterlegenen Finalteilnehmer verloren hatten.

### Vorrunde
| 13. Juli | 11:45 | Schweden         | Königreich Italien     | 7:0 |
| 13. Juli | 16:30 | Ungarn           | Vereinigtes Königreich | 7:6 |
| 13. Juli | 17:00 | Frankreich       | Vereinigte Staaten     | 3:1 |
| 14. Juli | 11:15 | Niederlande      | Schweiz                | 7:0 |
| 14. Juli | 17:00 | Tschechoslowakei | Griechenland           | 6:1 |

### Viertelfinale
| 15. Juli | 10:30 | Schweden         | Spanien            | 9:0 |
| 15. Juli | 11:15 | Tschechoslowakei | Irischer Freistaat | 4:2 |
| 15. Juli | 16:15 | Belgien          | Ungarn             | 7:2 |
| 15. Juli | 17:00 | Frankreich       | Niederlande        | 6:3 |

### Halbfinale
| 16. Juli | 16:30 | Belgien    | Tschechoslowakei | 5:1 |
| 16. Juli | 17:30 | Frankreich | Schweden         | 4:2 |

### Finale
| 17. Juli | 16:30 | Frankreich | Belgien | 3:0 |

### Spiele um den zweiten Platz
| 18. Juli   | 16:30 | Belgien            | Schweden           | 4:3 |
| 18. Juli   | 17:00 | Vereinigte Staaten | Niederlande        | 4:2 |
| 19. Juli   | 16:15 | Belgien            | Vereinigte Staaten | 2:1 |
| 20. Juli 1 | 17:30 | Belgien            | Vereinigte Staaten | 2:1 |

1 Wiederholungsspiel nach Protest des amerikanischen Teams.

### Spiele um den dritten Platz
| 18. Juli | 10:30 | Ungarn             | Tschechoslowakei | 7:0 |
| 19. Juli | 10:30 | Schweden           | Ungarn           | 4:1 |
| 20. Juli | 17:00 | Vereinigte Staaten | Schweden         | 3:2 |